# Transmigration of Consciousness
Transmigration of Consciousness – piąty album studyjny polskiej grupy muzycznej Nomad. Wydawnictwo ukazało się 21 marca 2011 roku nakładem wytwórni muzycznej Witching Hour Productions. Nagrania zostały zarejestrowane pomiędzy kwietniem 2009 a sierpniem 2010 roku. Partie perkusji zostały nagrane w gdańskim RG Studio, wokalizy w Kola Studio w Sanoku, introdukcje w studiu Sound Great Promotion w Gdyni, natomiast ślady gitar w sali prób Nomad w Opocznie. Miksowanie w lubelskim Hendrix Studio wykonał Arkadiusz "Malta" Malczewski. Z kolei mastering odbył się w styczniu 2011 roku w białostockim Hertz Studio. Oprawę graficzną płyty przygotował Michał "Xaay" Loranc znany m.in. ze współpracy z grupami Nile, Behemoth i Trauma.

## Lista utworów
Opracowano na podstawie materiału źródłowego.
1. "Intro - Are You Ready..." (muz. Bleyzabel Balberith, Patrick Seth Bilmorgh) – 0:44
2. "The Demon's Breath" (sł. Bleyzabel Balberith, muz. Bleyzabel Balberith, Patrick Seth Bilmorgh) – 3:48
3. "Intro" (muz. Bleyzabel Balberith, Patrick Seth Bilmorgh) – 0:39
4. "Dazzling Black" (sł. Bleyzabel Balberith, muz. Bleyzabel Balberith, Patrick Seth Bilmorgh) – 4:27
5. "Intro" (muz. Bleyzabel Balberith, Patrick Seth Bilmorgh) – 0:33
6. "Identity With Personification" (sł. Bleyzabel Balberith, muz. Bleyzabel Balberith, Patrick Seth Bilmorgh) – 5:04
7. "Intro" (muz. Bleyzabel Balberith, Patrick Seth Bilmorgh) – 0:38
8. "Pearl Evil" (sł. Bleyzabel Balberith, muz. Bleyzabel Balberith, Patrick Seth Bilmorgh) – 3:55
9. "Intro" (muz. Bleyzabel Balberith, Patrick Seth Bilmorgh) – 0:39
10. "Abyss of Meditation" (sł. Bleyzabel Balberith, muz. Bleyzabel Balberith, Patrick Seth Bilmorgh) – 6:30
11. "Intro" (muz. Bleyzabel Balberith, Patrick Seth Bilmorgh) – 1:01
12. "Flames of Tomorrow" (sł. Bleyzabel Balberith, muz. Bleyzabel Balberith, Patrick Seth Bilmorgh) – 3:49
13. "Intro" (muz. Bleyzabel Balberith, Patrick Seth Bilmorgh) – 0:40
14. "Raised Irony" (sł. Bleyzabel Balberith, muz. Bleyzabel Balberith, Patrick Seth Bilmorgh) – 4:06
15. "Intro" (muz. Bleyzabel Balberith, Patrick Seth Bilmorgh) – 0:36
16. "Four Percent of Hate" (sł. Bleyzabel Balberith, muz. Bleyzabel Balberith, Patrick Seth Bilmorgh) – 3:05
17. "Outro" (muz. Bleyzabel Balberith, Patrick Seth Bilmorgh) – 0:19

## Twórcy
Opracowano na podstawie materiału źródłowego.

- Bleyzabel Balberith – wokal prowadzący
- Patrick Seth Bilmorgh – gitara rytmiczna, gitara prowadząca
- Nameless Immenus – gitara rytmiczna, gitara prowadząca
- Hydrant Hydrousus – gitara basowa
- Domin Dominus – perkusja
- Wojciech "Flumen" Kostrzewa – sample
- Arkadiusz "Malta" Malczewski – inżynieria dźwięku, miksowanie
- Wojciech i Sławomir Wiesławscy – mastering
- Michał "Xaay" Loranc – okładka, oprawa graficzna
- Agnieszka Krysiuk – zdjęcia